# Sabrina, nastoletnia czarownica (serial telewizyjny 1996)
Sabrina, nastoletnia czarownica – amerykański serial telewizyjny (sitcom dla młodzieży), emitowany w latach 1996-2003 przez stację ABC. Serial jest adaptacją popularnej serii komiksów o czarownicy Sabrinie.
Bohaterką projektu jest Sabrina Spellman, nastolatka, która pewnego dnia dowiaduje się, od wychowujących ją ciotek, że jest pół śmiertelniczką- pół czarownicą. W tytułowej roli obsadzono aktorkę Melissę Joan Hart. Na fali popularności serialu powstały filmy fabularne o przygodach Sabriny. W Polsce serial był emitowany na antenie telewizji Polsat w wersji z lektorem, którym był Jacek Brzostyński.
Powstały trzy filmy fabularne o przygodach Sabriny:
- Sabrina, nastoletnia czarownica (1996)
- Sabrina jedzie do Rzymu (1998)
- Sabrina – Podwodna przygoda (1999)

Były to filmy telewizyjne, wyprodukowane i wyemitowane przez stację ABC.

## Obsada
- Melissa Joan Hart jako Sabrina Spellman
- Caroline Rhea jako Hilda Spellman
- Beth Broderick jako Zelda Spellman
- Nate Richert jako Harvey Kinkle
- Nick Bakay jako kot Salem Saberhagen (głos)
- Michelle Beaudoin jako Jennifer „Jenny” Kelly (1996–1997)
- Lindsay Sloane jako Valerie Birkhead (1997–1999)
- Jenna Leigh Green jako Libby Chessler (1996–1999)
- Donald Faison jako Dashiell (1997–1998)
- David Lascher jako Josh (1999-2000)
- Trevor Lissauer jako Miles Goodman (2000–2002)
- Emily Hart jako Amanda (1996–2003)
- Soleil Moon Frye jako Roxie King (2000-2003)
- Elisa Donovan jako Morgan Cavanaugh (2000–2003)
- Andrew Walker jako Cole Harper (2002–2003)
- Barbara Eden jako ciotka Irma (2002–2003)
- Dylan Neal jako Aaron Jacobs (2003)

## Lista odcinków serialu
- Lista odcinków serialu Sabrina, nastoletnia czarownica

| Sezon 1 | Sezon 1                              | Sezon 1              |
| Nr      | Tytuł odcinka                        | Data premiery w USA  |
| ------- | ------------------------------------ | -------------------- |
| 1       | Pilot                                | 27 września 1996     |
| 2       | Bundt Friday                         | 4 października 1996  |
| 3       | The True Adventures of Rudy Kazootie | 11 października 1996 |
| 4       | Terrible Things                      | 18 października 1996 |
| 5       | A Halloween Story                    | 25 października 1996 |
| 6       | Dream Date                           | 1 listopada 1996     |
| 7       | Third Aunt From the Sun              | 8 października 1996  |
| 8       | Magic Joel                           | 15 października 1996 |
| 9       | Geek Like Me                         | 22 października 1996 |
| 10      | Sweet and Sour Victory               | 29 listopada 1996    |
| 11      | A Girl and Her Cat                   | 13 grudnia 1996      |
| 12      | Trial by Fury                        | 3 stycznia 1997      |
| 13      | Jenny's Non-Dream                    | 10 stycznia 1997     |
| 14      | Sabrina Through the Looking Glass    | 17 stycznia 1997     |
| 15      | Hilda and Zelda: the Teenage Years   | 31 stycznia 1997     |
| 16      | Mars Attracts                        | 7 lutego 1997        |
| 17      | First Kiss                           | 14 lutego 1997       |
| 18      | Sweet Charity                        | 7 marca 1997         |
| 19      | Cat Showdown                         | 21 marca 1997        |
| 20      | Meeting Dad's Girlfriend             | 4 kwietnia 1997      |
| 21      | As Westbridge Turns                  | 25 kwietnia 1997     |
| 22      | The Great Mistake                    | 2 maja 1997          |
| 23      | The Crucible                         | 9 maja 1997          |
| 24      | Troll Bride                          | 16 maja 1997         |

| Sezon 2 | Sezon 2                               | Sezon 2              |
| Nr      | Tytuł                                 | Data premiery w USA  |
| ------- | ------------------------------------- | -------------------- |
| 1       | Sabrina Gets Her License - Part 1     | 26 września 1997     |
| 2       | Sabrina Gets Her License - Part 2     | 26 września 1997     |
| 3       | Dummy for Love                        | 3 października 1997  |
| 4       | Dante's Inferno                       | 10 października 1997 |
| 5       | A Doll's Story                        | 17 października 1997 |
| 6       | Sabrina, the Teenage Boy              | 24 października 1997 |
| 7       | A River of Candy Corn Runs Through It | 31 października 1997 |
| 8       | Inna-Gadda-Sabrina                    | 7 listopada 1997     |
| 9       | Witch Trash                           | 14 października 1997 |
| 10      | To Tell a Mortal                      | 21 października 1997 |
| 11      | Oh What a Tangled Spell She Weaves    | 5 grudnia 1997       |
| 12      | Sabrina Claus                         | 19 grudnia 1997      |
| 13      | Little Big Kraft                      | 9 stycznia 1998      |
| 14      | Five Easy Pieces of Libby             | 23 stycznia 1998     |
| 15      | Finger Lickin' Flu                    | 30 stycznia 1998     |
| 16      | Sabrina and the Beanstalk             | 6 lutego 1998        |
| 17      | The Equalizer                         | 13 lutego 1998       |
| 18      | The Band Episode                      | 27 lutego 1998       |
| 19      | When Teens Collide                    | 6 marca 1998         |
| 20      | My Nightmare, the Car                 | 20 marca 1998        |
| 21      | Fear Strikes Up a Conversation        | 3 kwietnia 1998      |
| 22      | Quiz Show                             | 17 kwietnia 1998     |
| 23      | Disneyworld                           | 24 kwietnia 1998     |
| 24      | Sabrina's Choice                      | 1 maja 1998          |
| 25      | Rumor Mill                            | 8 maja 1998          |
| 26      | Mom vs. Magic                         | 15 maja 1998         |

| Sezon 3 | Sezon 3                                   | Sezon 3              |
| Nr      | Tytuł                                     | Data premiery w USA  |
| ------- | ----------------------------------------- | -------------------- |
| 1       | It's A Mad Mad Mad Mad Season Opener      | 25 września 1998     |
| 2       | Boy Was My Face Red                       | 2 października 1998  |
| 3       | Suspicious Minds                          | 9 października 1998  |
| 4       | The Pom Pom Incident                      | 16 października 1998 |
| 5       | Pancake Madness                           | 23 października 1998 |
| 6       | Good Will Haunting                        | 30 października 1998 |
| 7       | You Bet Your Family                       | 6 listopada 1998     |
| 8       | And the Sabrina Goes To...                | 13 listopada 1998    |
| 9       | Nobody Nose Libby Like Sabrina Nose Libby | 20 listopada 1998    |
| 10      | Sabrina and the Beast                     | 27 listopada 1998    |
| 11      | Christmas Amnesia                         | 11 grudnia 1998      |
| 12      | Whose So-Called Life Is It Anyway?        | 8 stycznia 1999      |
| 13      | What Price Harvey?                        | 15 stycznia 1999     |
| 14      | Sabrina and the Pirates                   | 29 stycznia 1999     |
| 15      | Mrs. Kraft                                | 5 lutego 1999        |
| 16      | Sabrina the Matchmaker                    | 12 lutego 1999       |
| 17      | Salem, the Boy                            | 19 lutego 1999       |
| 18      | Sabrina, the Teenage Writer               | 26 lutego 1999       |
| 19      | The Big Sleep                             | 12 marca 1999        |
| 20      | Sabrina's Pen Pal                         | 12 marca 1999        |
| 21      | Sabrina's Real World                      | 9 kwietnia 1999      |
| 22      | The Long and Winding Short Cut            | 30 kwietnia 1999     |
| 23      | Sabrina the Sandman                       | 7 maja 1999          |
| 24      | Silent Movie                              | 14 maja 1999         |
| 25      | The Good, the Bad and the Luau            | 21 maja 1999         |

| Sezon 4 | Sezon 4                               | Sezon 4              |
| Nr      | Tytuł                                 | Data premiery w USA  |
| ------- | ------------------------------------- | -------------------- |
| 1       | No Place Like Home                    | 24 września 1999     |
| 2       | Dream a Little Dreama Me              | 1 października 1999  |
| 3       | Jealousy                              | 8 października 1999  |
| 4       | Little Orphan Hilda                   | 15 października 1999 |
| 5       | Spoiled Rotten                        | 22 października 1999 |
| 6       | Episode LXXXI: The Phantom Menace     | 29 października 1999 |
| 7       | Prelude to a Kiss                     | 5 listopada 1999     |
| 8       | Aging, Not So Gracefully              | 12 listopada 1999    |
| 9       | Love Means Having to Say You're Sorry | 19 listopada 1999    |
| 10      | Ice Station Sabrina                   | 21 listopada 1999    |
| 11      | Salem and Juliette                    | 10 grudnia 1999      |
| 12      | Sabrina, Nipping at Your Nose         | 17 grudnia 1999      |
| 13      | Now You See Her, Now You Don't        | 7 stycznia 2000      |
| 14      | Super Hero                            | 21 stycznia 2000     |
| 15      | Love in Bloom                         | 11 lutego 2000       |
| 16      | Welcome Back, Duke                    | 25 lutego 2000       |
| 17      | Salem's Daughter                      | 3 marca 2000         |
| 18      | Dreama the Mouse                      | 17 marca 2000        |
| 19      | The Wild, Wild Witch                  | 31 marca 2000        |
| 20      | She's Baaaack!                        | 14 kwietnia 2000     |
| 21      | The Four Faces of Sabrina             | 28 kwietnia 2000     |
| 22      | The End of an Era                     | 5 maja 2000          |

| Sezon 5 | Sezon 5                                  | Sezon 5              |
| Nr      | Tytuł                                    | Data premiery w USA  |
| ------- | ---------------------------------------- | -------------------- |
| 1       | Every Witch Way but Loose                | 22 września 2000     |
| 2       | Double Time                              | 29 września 2000     |
| 3       | Heart of the Matter                      | 6 października 2000  |
| 4       | You Can't Twin                           | 13 października 2000 |
| 5       | House of Pi's                            | 20 października 2000 |
| 6       | The Halloween Scene                      | 27 października 2000 |
| 7       | Welcome, Traveler                        | 3 listopada 2000     |
| 8       | Some of My Best Friends are Half-Mortals | 10 listopada 2000    |
| 9       | Lost at 'C'                              | 17 listopada 2000    |
| 10      | Sabrina's Perfect Christmas              | 15 grudnia 2000      |
| 11      | My Best Shot                             | 12 stycznia 2001     |
| 12      | Tick-Tock Hilda's Clock                  | 19 stycznia 2001     |
| 13      | Sabrina's New Roommate                   | 26 stycznia 2001     |
| 14      | Making the Grade                         | 2 lutego 2001        |
| 15      | Love Is A Many Complicated Thing         | 9 lutego 2001        |
| 16      | Sabrina, The Muse                        | 16 lutego 2001       |
| 17      | Beach Blanket Bizarro                    | 23 marca 2001        |
| 18      | Witchright Hall                          | 6 kwietnia 2001      |
| 19      | Sabrina, the Activist                    | 27 kwietnia 2001     |
| 20      | Do You See What I See?                   | 4 maja 2001          |
| 21      | Sabrina's Got Spirit                     | 11 maja 2001         |
| 22      | Finally!                                 | 18 maja 2001         |

| Sezon 6 | Sezon 6                         | Sezon 6              |
| Nr      | Tytuł                           | Data premiery w USA  |
| ------- | ------------------------------- | -------------------- |
| 1       | Really Big Season Opener        | 5 października 2001  |
| 2       | Sabrina's Date with Destiny     | 12 października 2001 |
| 3       | What's News                     | 19 października 2001 |
| 4       | Murder on the Halloween Express | 26 października 2001 |
| 5       | The Gift of Gab                 | 2 listopada 2001     |
| 6       | Thin Ice                        | 9 listopada 2001     |
| 7       | Hex, Lies & No Videotape        | 16 listopada 2001    |
| 8       | Humble Pie                      | 7 grudnia 2001       |
| 9       | A Birthday Witch                | 11 stycznia 2002     |
| 10      | Deliver Us from E-mail          | 18 stycznia 2002     |
| 11      | Cloud Ten                       | 25 stycznia 2002     |
| 12      | Sabrina and the Candidate       | 1 lutego 2002        |
| 13      | I Think I Love You              | 15 lutego 2002       |
| 14      | The Arrangement                 | 22 lutego 2002       |
| 15      | Time After Time                 | 15 marca 2002        |
| 16      | Sabrina and the Kiss            | 22 marca 2002        |
| 17      | The Competition                 | 5 kwietnia 2002      |
| 18      | I, Busybody                     | 12 kwietnia 2002     |
| 19      | Guilty!                         | 19 kwietnia 2002     |
| 20      | The Whole Ball of Wax           | 26 kwietnia 2002     |
| 21      | Driving Mr. Goodman             | 3 maja 2002          |
| 22      | I Fall to Pieces                | 10 maja 2002         |

| Sezon 7 | Sezon 7                               | Sezon 7              |
| Nr      | Tytuł                                 | Data premiery w USA  |
| ------- | ------------------------------------- | -------------------- |
| 1       | Total Sabrina Live!                   | 20 września 2002     |
| 2       | The Big Head                          | 27 września 2002     |
| 3       | Call Me Crazy                         | 4 października 2002  |
| 4       | Shift Happens                         | 11 października 2002 |
| 5       | Free Sabrina                          | 18 października 2002 |
| 6       | Sabrina Unplugged                     | 1 listopada 2002     |
| 7       | Witch Way Out                         | 8 listopada 2002     |
| 8       | Bada-Ping!                            | 15 listopada 2002    |
| 9       | It's a Hot, Hot, Hot, Hot Christmas   | 6 grudnia 2002       |
| 10      | Ping, Ping A Song                     | 10 stycznia 2003     |
| 11      | The Lyin', the Witch and the Wardrobe | 17 stycznia 2003     |
| 12      | In Sabrina We Trust                   | 24 stycznia 2003     |
| 13      | Sabrina in Wonderland                 | 31 stycznia 2003     |
| 14      | Present Perfect                       | 7 lutego 2003        |
| 15      | Cirque du Sabrina                     | 14 lutego 2003       |
| 16      | Getting To Nose You                   | 21 lutego 2003       |
| 17      | Romance Looming                       | 27 lutego 2003       |
| 18      | Spellmanian Slip                      | 20 marca 2003        |
| 19      | You Slay Me                           | 27 marca 2003        |
| 20      | A Fish Tale                           | 17 kwietnia 2003     |
| 21      | What a Witch Wants                    | 24 kwietnia 2003     |
| 22      | Soul Mates                            | 24 kwietnia 2003     |